# Bruno Touschek
Bruno Touschek (Viena, 3 de fevereiro de 1921 — Innsbruck, 25 de maio de 1978) foi um físico austríaco.